# Lactuca perennis
Lactuca perennis — вид рослин із родини айстрових (Asteraceae).

## Біоморфологічна характеристика
Багаторічна рослина. Стебло прямовисне 20–80 см заввишки, зверху розгалужене, голе. Листки голі, синьо-зелені, глибоко перистороздільне, сегменти від ланцетних до лінійних, зубчасті чи цільні, нижні листки в розетках, з крилатими ніжками, верхні сидячі й охоплюють стебло. Голови в нещільній, часто зонтикоподібній волоті, прямовисні. Квітки від блакитних до бузкових, язикоподібні, по 15–20 на квіткову голову. Сім'янки еліптичні, стиснені, ребристі, 6.5–8.5 × 1.8–2.2 мм, білий довгий дзьоб 10–14 мм з білим папусом; поверхня дрібно бородавчаста, тьмяна, коричнювато-чорна. 2n=18.

## Середовище проживання
Зростає у Європі (Франція, Андорра, Іспанія, Бельгія, Люксембург, Німеччина, Швейцарія, Австрія, Ліхтенштейн, Італія, Польща, Чехія, Словаччина, Угорщина, Словенія, Хорватія, Боснія і Герцеговина, Сербія та Косово, Чорногорія, Македонія, Албанія, Румунія, Болгарія, Греція, Литва, Україна).

## Використання
Листя можна їсти сирим чи приготовленим. Листя часто бланшують, щоб зменшити гіркоту. Вони досить прийнятні в сирому вигляді в салатах (навіть без бланшування), особливо в кінці зими та навесні, коли смак досить м'який. Проте влітку листя стає набагато гіршим, особливо коли рослина починає цвісти.
Хоча немає конкретних повідомлень про цей вид, більшість, якщо не всі представники роду мають молочний сік, який містить речовину «лактукаріум», що використовується в медицині за його знеболювальну, спазмолітичну, травну, сечогінну, снодійну, наркотичну та заспокійливу властивості. Сік також використовувався зовнішньо для лікування бородавок.